# Han van Gelder

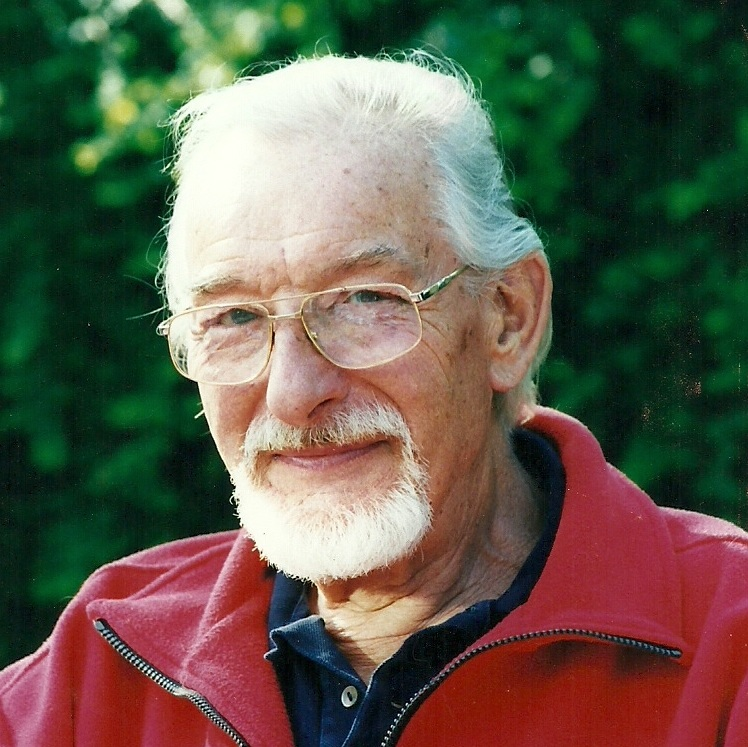
Han van Gelder (um 2000)

Johan Adriaan (Han) van Gelder (* 13. Juni 1923 in Amsterdam; † 26. Dezember 2012 in Wolvega) war ein niederländischer Filmemacher und Comic-Zeichner.

## Leben
Han van Gelder war der Sohn eines Möbelbauers. Er begann eine technische Ausbildung, die jedoch durch den Ausbruch des Zweiten Weltkrieges unterbrochen wurde. Während des Krieges versteckte er sich und vertrieb sich die Zeit mit Zeichnen. Er besuchte Kurse bei dem Illustrator und Comic-Zeichner Henk Kannegieter (1898–1991) in Haarlem. Dort lernte er Hans G. Kresse (1921–1992) kennen, mit dem er zwei Comicbücher gestaltete (Per atoomraket naar Mars, De avonturen van Ditto. Ditto en de draak in de grot), die bei J.A. ten Klei erschienen. Als Autor fungierte dabei der pensionierte Lehrer H. G. Haakenhout, mit dem Han van Gelder um 1945 bei Vondel zwei weitere Comicbücher (De Wereldreis van een Jeep) veröffentlichte.
1947 begann Han van Gelder für die Toonder Studios zu arbeiten. Nach zwei Jahren wechselte er vorübergehend zu den Dollywood Studios von Joop Geesink (1913–1984), wo er hauptsächlich an den Spezialeffekten für Geesinks Puppenfilme beteiligt war. 1951 kehrte er zu Toonder zurück, agierte dort als Assistent des Chef-Animators Harold Mack (1918–1975) und etablierte eine eigene Abteilung für Tabletop-Animationen mit Miniaturen. Mit Hilfe dieser Technik entstanden die Filme Globobbo (1952) and The conquered planet (1953), an denen der Autor Jan Gerhard Toonder (1914–1992) mitwirkte.
Mitte der 1950er Jahre lernte Han van Gelder den Filmemacher Bert Haanstra kennen, mit dem er zusammen im Auftrag von Shell UK an der Dokumentation The Rival World (1955) arbeitete. Er war auch weiterhin für Toonder tätig. Ab 1962 arbeitete er als unabhängiger Filmemacher, wobei er sich vor allem Dokumentationen und Bildungsfilmen widmete. Er gehörte zu den ersten Produzenten, die bewegte Dinosaurier in ihren Filmen darstellten (1967) und zu den ersten Niederländern, die Unterwasseraufnahmen machten (Bau des Oosterscheldekering in den 1970er Jahren).
Van Gelder schuf insgesamt rund 50 Filme und Videos. Zu seinen Auftraggebern gehörten unter anderem die niederländische Regierungsinformationsbehörde (Rijksvoorlichtingsdienst, RVD) sowie die Unternehmen Nederlandse Aardolie Maatschappij (NAM) und PWN Waterleidingbedrijf Noord-Holland. Sein Dokumentar-Kurzfilm Adventures in Perception über den Künstler M. C. Escher brachte ihm eine Nominierung bei der Oscarverleihung 1972 ein.
In den 1990ern zog sich Han van Gelder aus dem Filmgeschäft zurück. Er lebte in dem friesischen Dorf Oldeberkoop und beschäftigte sich mit Zeichnen und Malen. Er starb am 2. Weihnachtsfeiertag 2012 im Alter von 89 Jahren in Wolvega. Die in Makkinga lebende Schriftstellerin und Journalistin Annemarie van Gelder (* 1955) ist seine Tochter.

## Filmografie (Auswahl)
- 1952: Globobbo (Kurzfilm)

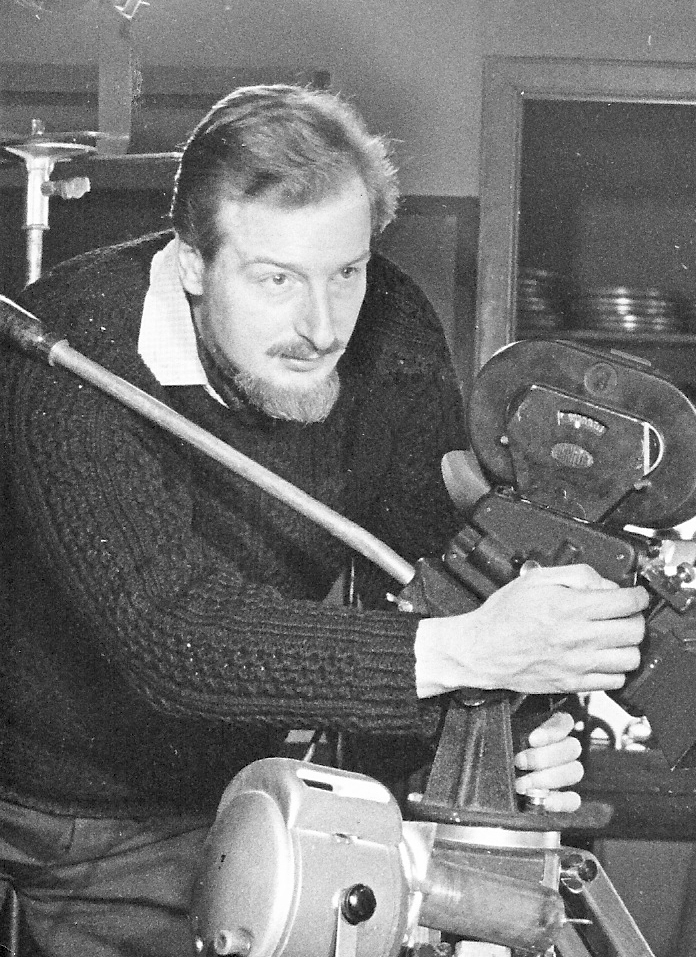
Han van Gelder (um 1960)

- 1953: The conquered planet (Kurzfilm)
- 1955: Strijd zonder einde (Kurzfilm)
- 1955: The Rival World (Kurzfilm)
- 1959: Paleontologie, schakel met het verleden (Kurzfilm)
- 1959: Story in the rocks (Kurzfilm)
- 1964: Wijd en Zijd (Kurzfilm)
- 1971: Adventures in Perception (Met het oog op avontuur, Kurzfilm)
- 1982: Onder de Vloedlijn (Kurzfilm)